# Charles Parsons (Ingenieur)

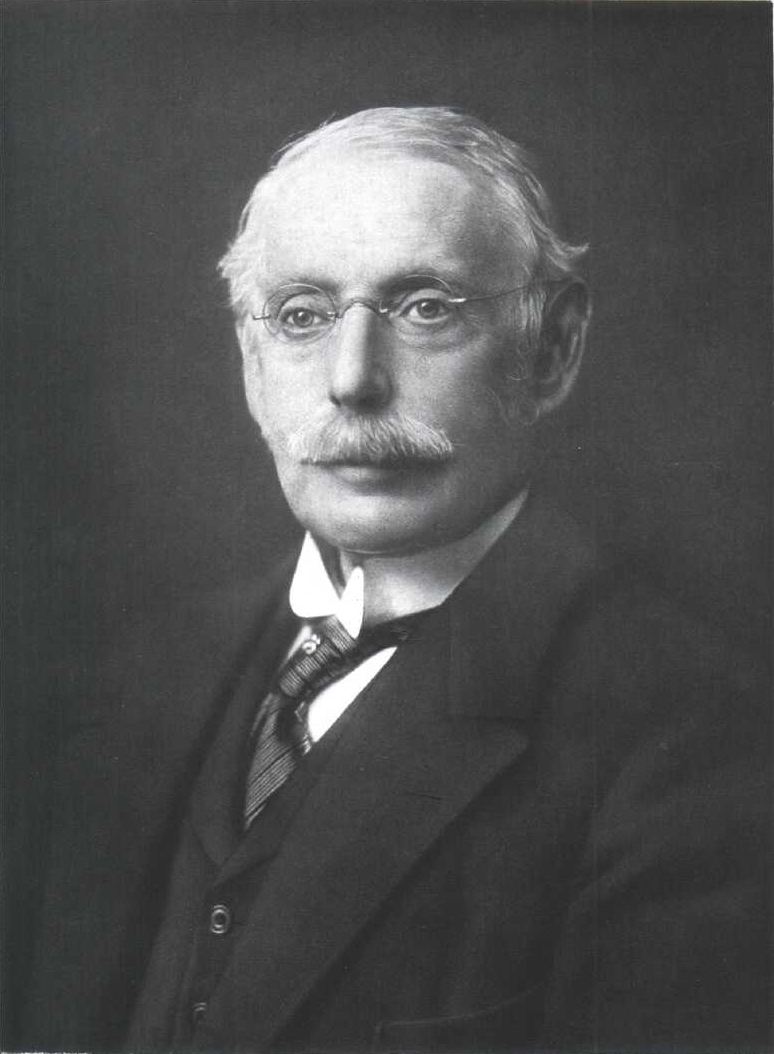
Sir Charles Parsons

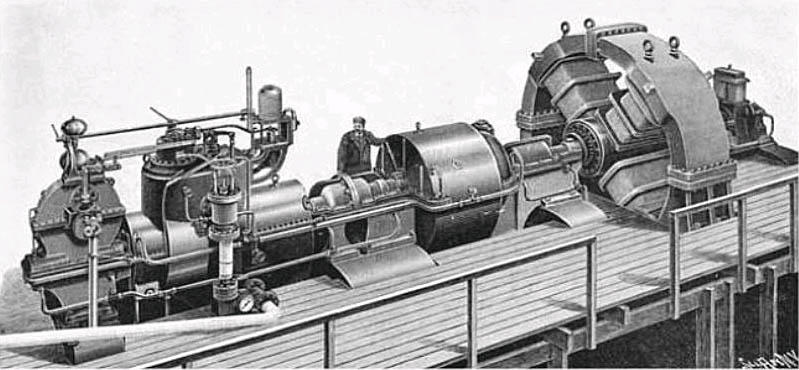
Parsons-Turbosatz mit 1 MW Nennleistung in einem Kraftwerk in Elberfeld (1901)

Sir Charles Algernon Parsons OM KCB (* 13. Juni 1854 in London; † 11. Februar 1931 an Bord der Duchess of Richmond im Kingston Harbour, Jamaika) war ein britischer Maschinenbauer.

## Leben
Parsons war der jüngste von sechs Söhnen des 3. Earl of Rosse, Präsident der Royal Society, der in der Wissenschaft bekannt war für die Konstruktion des 6-Fuß-Spiegelteleskops auf dem Familiensitz in Birr Castle, Irland. Dort verbrachte Parsons den überwiegenden Teil seiner Kindheit. Seine Mutter, eine hochgebildete Frau und auch an naturwissenschaftlichen Fragen besonders interessiert, hatte auf die Entwicklung des Sohnes großen Einfluss. Charles Parsons besuchte in seiner Jugend nie eine öffentliche Schule, sondern erhielt sein Wissen von mathematisch-naturwissenschaftlich geschulten Hauslehrern. Er war unter anderem Schüler des Astronomen Sir Robert Stawell Ball. 1871 trat er ins Trinity College in Dublin ein und wurde zwei Jahre später Undergraduate am St John’s College in Cambridge, wo er 1877 den Grad des Bachelor of Arts erreichte.
Von Cambridge aus ging er zu den Elswick works of Armstrong in Newcastle upon Tyne. Nachdem er Elswick 1881 verlassen hatte, kam er in Kontakt mit Sir James Kitson in Leeds und stieg zwei Jahre später in die Firma Clarke, Chapman and Co. in Gateshead als Juniorpartner ein. Im darauffolgenden Jahr 1884 ließ er seine Reaktions-Dampfturbine patentieren, mit deren Verbesserung und Anwendung er sich den Rest seines Lebens beschäftigte.
Nachdem er sich 1889 von der Firma Clarke, Chapman and Co. getrennt hatte und dabei seine Patente über seine bisherigen Konstruktionen abtreten musste, gründete er die Firma C A Parsons & Co in Heaton nahe Newcastle upon Tyne, wo er Dampfturbinen für den stationären Betrieb entwickelte. 1894 gründete er weiterhin die Marine Steam Turbine Company in Wallsend-on-Tyne, die Dampfturbinen für Schiffe baute. Seine Grundidee war, den Wasserdampf parallel zur Turbinenwelle durch mehrere Paare Lauf- und Leitschaufeln strömen zu lassen und an den Laufschaufeln ganz allmählich die Wärmeenergie des Wasserdampfes in eine Drehbewegung umzusetzen. Die Drehzahl seiner Turbine lag von Anfang an in einem Bereich, der ohne Getriebe von einem Generator in elektrischen Strom umgewandelt werden konnte. Die Kombination aus einer Turbine, die direkt durch eine Welle mit dem Generator verbunden ist, wird heute als Turbosatz bezeichnet. Seine Turbinen als frühe Bauform eines Turbosatzes wurden erstmals in der Forth Banks Power Station in Newcastle upon Tyne eingesetzt, die Bauform setzte sich in Folge in verschiedenen Elektrizitätswerken und den Dampfkraftwerken durch.
Eine weitere Erfindung von Charles Parsons war die Idee, den Dampf in der Mitte einströmen zu lassen und ihn in beide Richtungen zu entspannen. Bei dieser Anordnung heben sich die Kräfte in axialer Richtung auf, die durch den Dampfdruck auf die Turbinenschaufeln verursacht werden und auf den Turbinenlagern lasten. Seine Dampfturbine wird heute Parsons-Turbine genannt.
Parsons war der erste, der 1894 ein mit Dampfturbinen getriebenes Schiff baute, die Turbinia. Nach vielen Versuchen erreichte sie schließlich eine Geschwindigkeit von 34,5 Knoten, mehr als 4 Knoten schneller als jedes andere Schiff zuvor, sie war damit das schnellste Wasserfahrzeug ihrer Zeit. Mit einem Paukenschlag machte er sein Schiff 1897 bekannt, und zwar auf einer großen Flottenparade zu Ehren von Königin Victoria im Spithead nahe Portsmouth. Alle Schiffe, die ihn jagen und vertreiben wollten, hängte er dabei mühelos ab. Die Sache zahlte sich für ihn aus, denn schon im nächsten Jahr bekam er den Auftrag, einen Zerstörer zu bauen, der mit seinen Turbinen angetrieben werden sollte, die HMS Viper. Sie erreichte dann bis zu 36 Knoten, für diese Zeit eine unvorstellbare Geschwindigkeit. Die Turbinia steht heute in einem Museum in Newcastle upon Tyne, England.
Neben seinem Hauptinteresse an der Entwicklung von Dampfturbinen fand er noch Zeit, sich mit weiteren wissenschaftlichen und mechanischen Problemen zu beschäftigen. So beispielsweise das „Auretophon“, ein Apparat der unter Zuführung von Pressluft die Töne von Instrumenten verstärkt. Dieses wurde im Sommer 1909 bei einem Konzert in der Queen’s Hall durch den Cellisten Auguste van Biene auf seine Brauchbarkeit und Klangwirkung hin erprobt. In seinem späteren Leben war er bekannt für sein Interesse an der Konstruktion von großen Teleskopen.
1898 wurde er zum Mitglied der Royal Society gewählt, 1925 in die National Academy of Sciences. 1904 wurde er mit der Grashof-Denkmünze des Vereins Deutscher Ingenieure ausgezeichnet. 1911 wurde Parsons zum Ritter geschlagen und erhielt 1927 den Order of Merit. Kurz vor seinem Tod wurde er als korrespondierendes Mitglied in die damalige Sowjetische Akademie der Wissenschaften  aufgenommen.
1883 hatte Parsons Katherine Bethell (1859–1933), mit der zwei Kinder hatte: Rachel Parsons (1885–1956) und Tommy Parsons (1886–1918) wurden beide ebenfalls Ingenieure und arbeiteten im Familienunternehmen mit.
Sein Beerdigungsgottesdienst fand am 3. März 1931 in der Westminster Abbey statt.